# Megalonychidae
Lười Megalonychidae là một họ động vật có vú trong bộ Pilosa. Họ này được Ameghino miêu tả năm 1889. Họ này gồm nhóm tuyệt chủng Megalonyx và 2 loài còn sinh tồn trong chi Choloepus. Các loài Megalonychidae xuất hiện đầu tiên vào Oligocene sớm, 35 triệu năm trước ở miền nam Argentina (Patagonia), và lan rộng đến Antilles vào Miocene sớm. Megalonychidae đến Bắc Mỹ đầu tiên ở island-hopping, 9 triệu năm trước, trước khi hình thanh eo đất Panama. Một vài nhánh của Megalonychidae tăng về kích thước theo thời gian. Loài đầu tiên trong nhóm này nhỏ và có thể một phần sống trên cây, trong khi đó, các loài trong Pliocene (khoảng 5 đến 2 triệu năm trước) đã có kích thước bằng phân nửa của loài Megalonyx jeffersonii trong Pleistocene muộn kể từ thời kỳ băng hà gần đây. Một số loài ở vùng Caribe từng có kích thước cỡ con mèo; với kích thước lùn như vậy nó đặc biệt thích nghi vùng nhiệt đới và các môi trường đảo hạn chế của chúng. Kích thước nhỏ này cho phép chúng sống trên cây.
Các loài Megalonychidae sống dưới mặt đất đã tuyệt chủng ở Bắc và Nam Mỹ vào cuối Pleistocene, và ở Antilles cách nay khoảng 5000 năm trước hiện tại (trước 1950).

## Phân loại
Họ MEGALONYCHIDAE Gervais, 1855
| - Phân họ Megalonychinae - Chi †Diabolotherium - Chi †Megalonychops (incertae sedis) - Chi †Meizonyx (incertae sedis) - Chi †Pliometanastes - Chi †Sinclairia (incertae sedis) - Chi †Valgipes (incertae sedis) - Tông †Megalonychini - Chi †Imagocnus - Phân tông †Megalonychina - cận tông †Megalonychi - Chi †Protomegalonyx - Chi †Megalonyx - Cận tông †Megalocni - Chi †Megalocnus - Chi †Neomesocnus - Phân tông †Mesocnina - Chi †Neocnus - Chi †Parocnus - Tông Choloepodini - Subtribe †Acratocnina - Chi †Miocnus - Chi †Acratocnus - Chi †Synocnus - Phân tông Choloepodina – - Chi Choloepus | - Phân họ †Ortotheriinae - Chi †Proschisomotherium - Chi †Eucholoeops - Chi †Pseudortotherium - Chi †Megalonychotherium - Chi †Paranabradys - Chi †Pliomorphus - Chi †Torcellia - Chi †Ortotherium - Chi †Menilaus - Chi †Diodomus - Chi †Habanocnus - Chi †Paulocnus |

## Hình ảnh

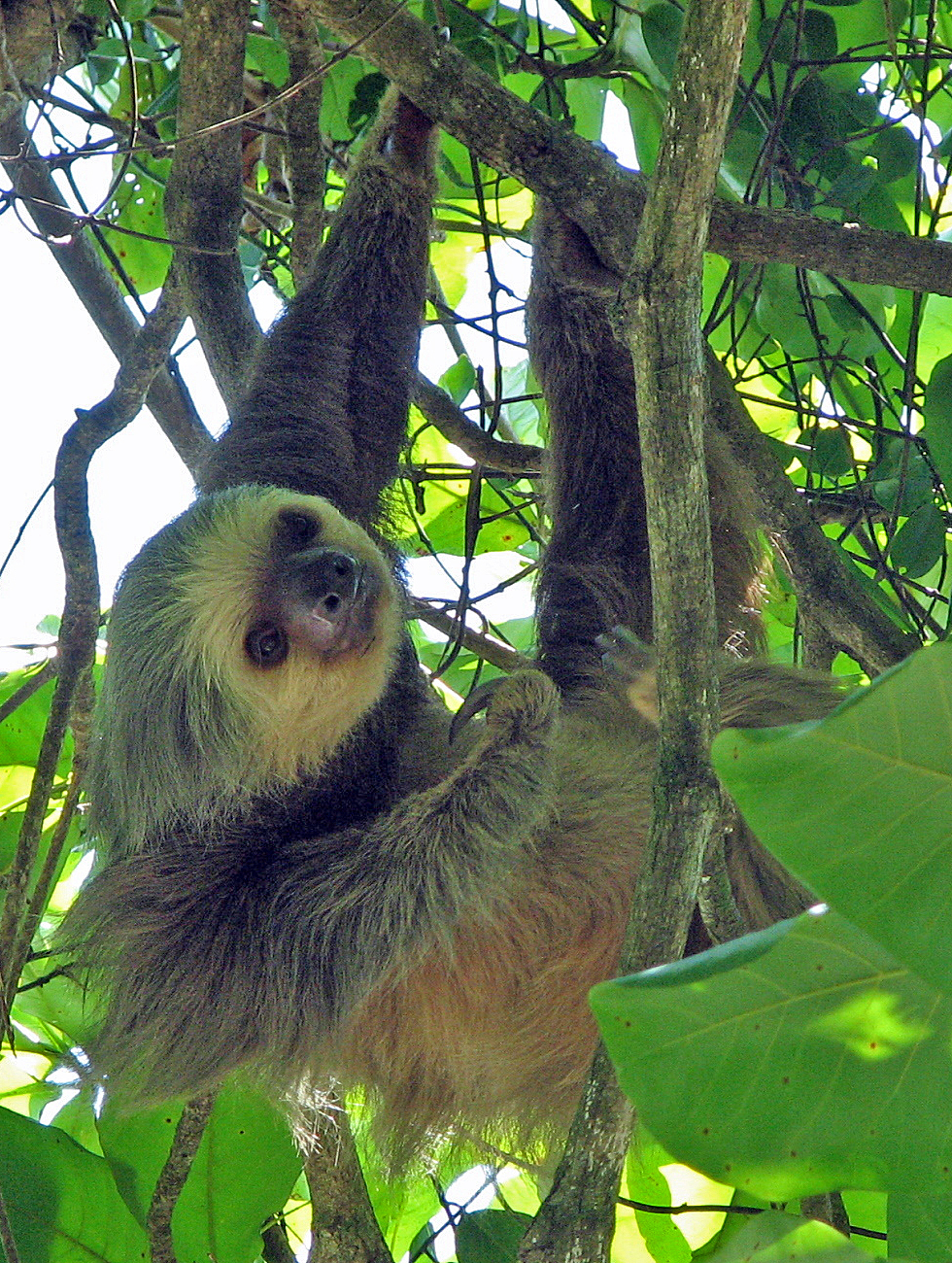
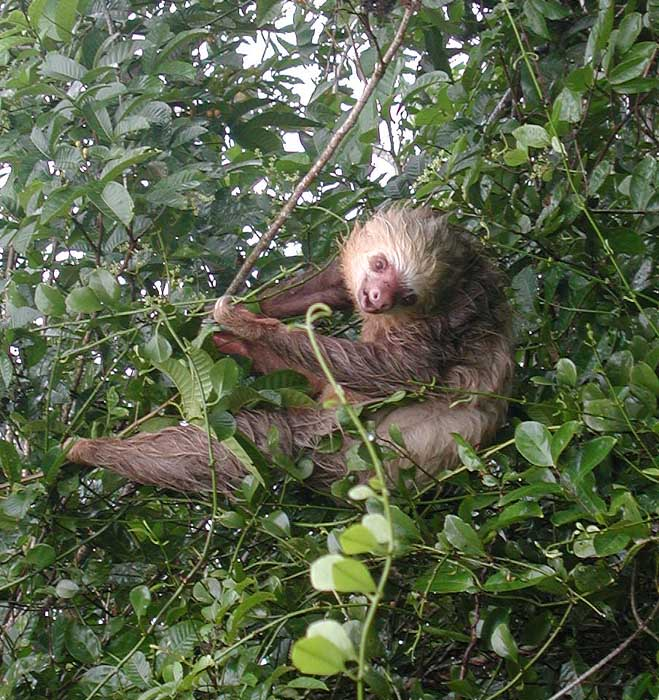
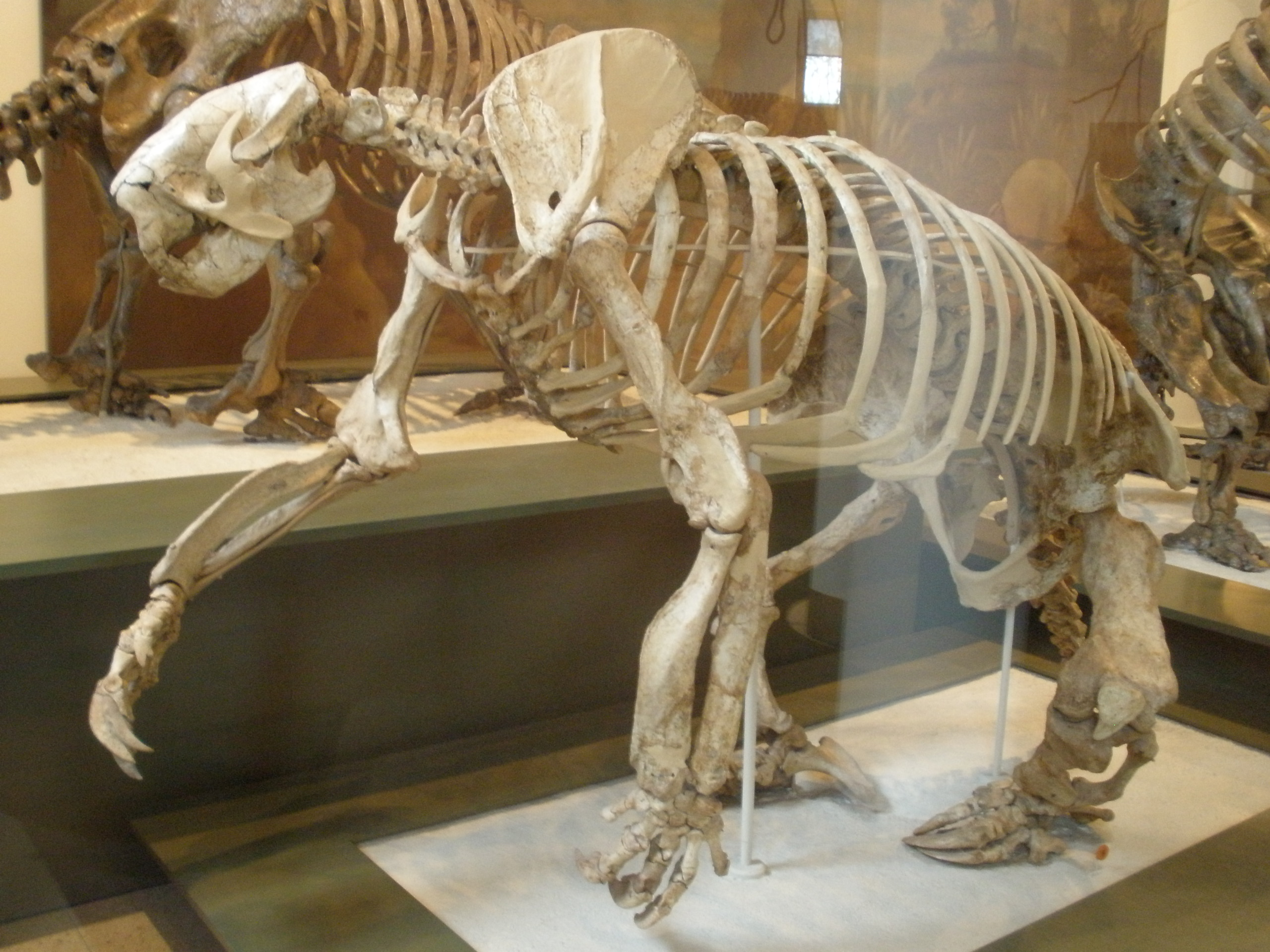